# Elsa Joubert
Elsa Joubert (* 19. Oktober 1922 in Paarl; † 14. Juni 2020 in Kapstadt; geboren als Elsabé Antoinette Murray Joubert, eigentlicher Name Elsabé Antoinette Murray Steytler) war eine südafrikanische Schriftstellerin. Sie schrieb auf Afrikaans und wurde vor allem durch ihren 1978 erschienenen Roman Die swerfjare van Poppie Nongena bekannt, in dem sie das Leben einer Schwarzen in den Mittelpunkt stellt.

## Leben
Elsa Joubert wuchs in Paarl auf, wo sie bis 1939 die Mädchenschule La Rochelle besuchte. 1942 erwarb sie einen Bachelor of Arts an der Universität Stellenbosch, 1943 ein Secondary Education Diploma. 1945 graduierte sie von der Universität Kapstadt mit einem Master-Abschluss in Niederländischer und Afrikaans-Literatur. Anschließend unterrichtete sie in Cradock an der „Höheren Mädchenschule“. Ab 1946 war sie für die Frauenseiten des Familienmagazins Huisgenoot verantwortlich. 1948 beschloss sie, nur noch als Schriftstellerin zu arbeiten. Sie unternahm zahlreiche Reisen in Afrika, nach Europa und nach Niederländisch-Indien.
Joubert war Mitglied der Avantgarde-Bewegung der auf Afrikaans schreibenden Sestigers, hatte dort aber eine randständige Position.
Jouberts Werk umfasst vor allem Romane und Reisebeschreibungen, darunter Bücher über die damaligen Kolonien Madagaskar, Mosambik und Angola. In ihrem 1978 erschienenen Roman Die swerfjare van Poppie Nongena (wörtlich: „Die Wanderjahre von Poppie Nongena“, auf Deutsch erschienen als Der lange Weg der Poppie Nongena) schildert sie das Schicksal einer schwarzen Frau zur Zeit der Apartheid. Der Roman handelt von Nongenas letztlich vergeblichem Widerstand gegen die Zwangsumsiedlung in das Homeland Transkei. Der Roman wurde in 13 Sprachen übersetzt, im eigenen Land aber von vielen Buren abgelehnt. 2019 verfilmte  Christiaan Olwagen den Roman als Poppie Nongena. 
1950 heiratete sie den Journalisten und Herausgeber Klaas Steytler, der 1998 starb. Zusammen hatten sie drei Kinder. Elsa Joubert lebte zuletzt im Kapstädter Stadtteil Oranjezicht.
Sie starb im Juni 2020 im Alter von 97 Jahren an den Folgen einer SARS-CoV-2-Infektion.

## Rezeption
Der spätere Präsident Nelson Mandela las während seiner langen Gefangenschaft einige ihrer Reisebeschreibungen über afrikanische Länder. Er empfand Joubert als erste Burin, die sich als Afrikanerin fühlte.

## Auszeichnungen
- 1971: CNA Literary Award für Bonga
- 1978: CNA Literary Award für Die swerfjare van Poppie Nongena
- 1981: Winifred Holtby Prize und Fellowship der britischen Royal Society of Literature
- 1983: Obie Award für das beste Skript (New York)
- 1984: Olivier Award für das beste Schauspiel (London)
- 1998: Hertzogprys für Prosa für Die reise van Isobelle
- 2001: Ehrendoktorwürde der Universität Stellenbosch
- 2004: Order of Ikhamanga in Silber der südafrikanischen Regierung
- 2007: Ehrendoktorwürde der Universität Pretoria
- 2013: ACT Lifetime Achievement Award for Literature (Johannesburg)

## Werke

### Reisebeschreibungen
- Water en woestyn, Dagbreek Boekhandel, 1957
- Die verste reis, 1959
- Suid van die wind, 1962
- Ons wag op die kaptein, Tafelberg, 1963
- Die staf van Monomotapa, 1964
- Swerwer in die Herfsland, 1968
- Die nuwe Afrikaan, Tafelberg, 1974
- Gordel van Smarag, Tafelberg, 1997

### Romane und Kurzgeschichten
- Die Wahlerbrug, Tafelberg, 1969
- Bonga, Tafelberg, 1971
- Die swerfjare van Poppie Nongena, Tafelberg, 1978
  - deutsch: Der lange Weg der Poppie Nongena, Ullstein, Berlin 1981, ISBN 3-550-06346-6.
- Melk (Kurzgeschichten), Tafelberg, 1980
- Die laaste Sondag, Tafelberg, 1983
- Die vier vriende (Kinderbuch), 1985
- Missionaris, 1988
- Dansmaat (Kurzgeschichten), Tafelberg, 1993
- Die reise van Isobelle, Tafelberg, 1995
  - deutsch: Regenbogenland – Eine Familiensaga aus Südafrika, Knaur, München 2005, ISBN 978-3-426-66194-9.
- Twee Vroue, Tafelberg, 2002

### Drama
- Poppie – die drama, zusammen mit Sandra Kotzé, 1984

### Autobiografien
- ’n Wonderlike geweld, 2005
- Reisiger, 2009